# 南蒙古大呼拉尔

南蒙古代表旗幟「蒙古青旗」

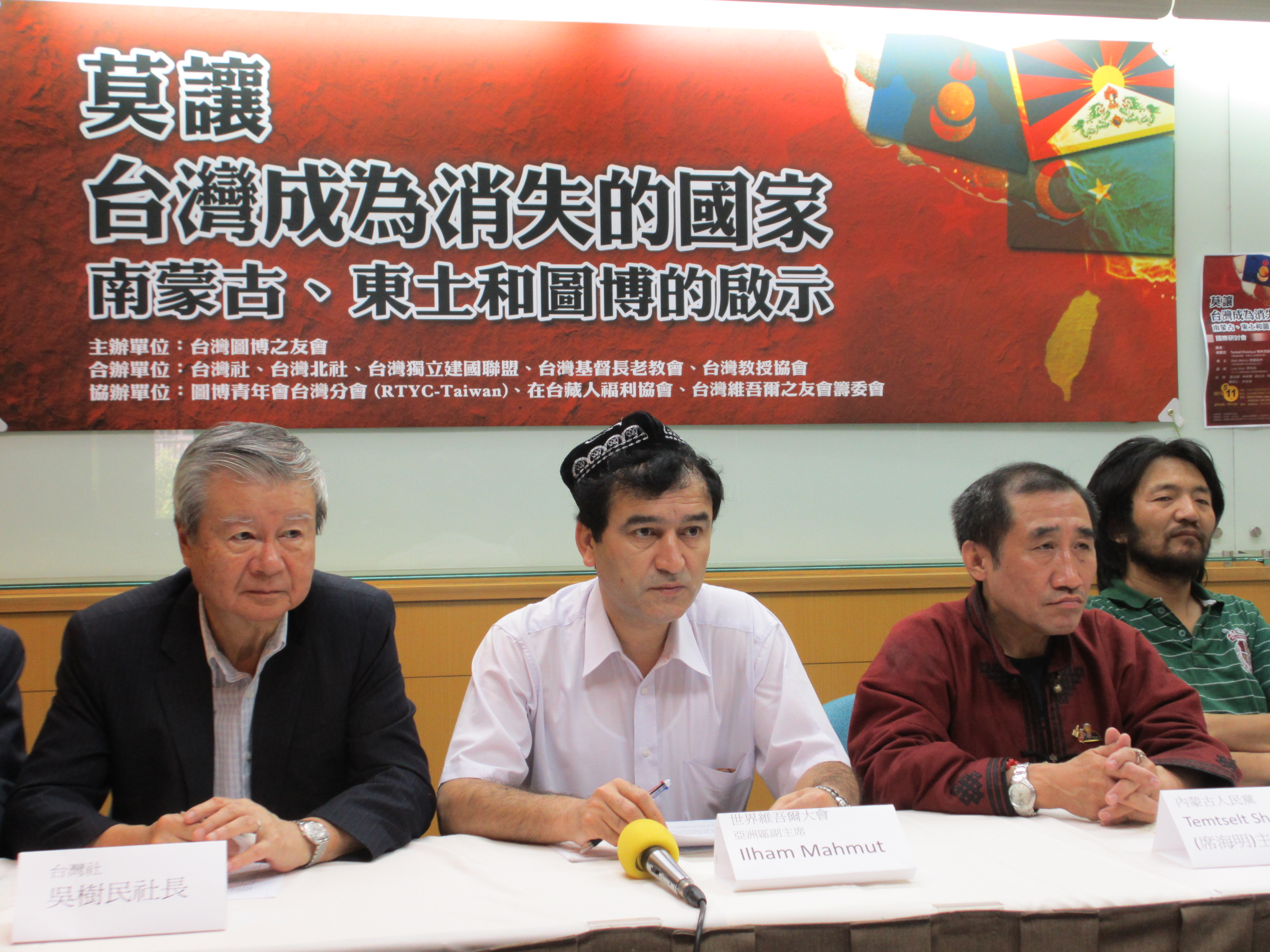
研討會上的特木其勒圖（右二）

南蒙古大呼拉尔（Southern Mongolia Congress），或稱南蒙古大呼拉爾台，蒙古語意指「世界南蒙古（人）會議（大議會）」（源於成吉思汗時代經過選舉的貴族民主制度），是經流亡海外的南蒙古人於2011年、2013年、及2015年1月倡議、2015年3月組成「南蒙古大呼拉爾籌備委員會」、2016年11月10日由内蒙古人民党、蒙古自由联盟党 （页面存档备份，存于）、南蒙古民族党 （页面存档备份，存于）、南蒙古自由民主运动基金 （页面存档备份，存于）、南蒙古青年联盟以及青旗協会等南蒙古人政黨和團體共同成立的組織。

## 組織
南蒙古大呼拉爾現由十五名个人代表组成，期望藉統合力量，與維吾爾族、藏族、其他中國人權組織及臺灣、日本、歐美民主主義國家平等協商和合作，於國際間揭露蒙古於中國殖民下衍生之問題。成立大会2016年11月10日在日本国会参议员会馆召开，全球南蒙古人代表以及受中國壓迫少數民族和民主化運動代表一百多人出席，并发表成立宣言，譴責中國共產黨政權全面封鎖南蒙古人民的自由、結社等基本人權，呼籲全球受中國壓迫的少數民族團結一致，對抗中國極權，以爭取實現民族自決。
内蒙古人民党主席主席特木其勒圖（席海明）当选会长，吉日嘎拉、乌力更、图布信吉雅当选副会长，代钦出任秘書長。特木其勒圖在成立大会上表示：“中国共产党政府根本就不想解决民族问题，他的政策就是『维稳』和『反恐』四个字，我们必须结束这种状态，改变这种命运。”“我们愿意肩负起历史责任，及我们愿意肩负起蒙古民族的苦难与希望，将追求真理，自由，民主，秩序，繁荣作为我们的价值观，我们愿意为南蒙古实行民族自决权而努力抗争。”
特木其勒圖表示：...九十年代初，原來有建立流亡政府...但是我們覺得作為流亡政府，我們的力量不夠。維吾爾族成立了世界維吾爾大會，對我們有啟發。維吾爾和西藏的聲音對南蒙古的震動很大。他們希望我們也像他們一樣有一個統一的、很強的聲音，代表蒙古人的根本利益、在國際上發聲，尋求國際社會的關注、理解和支持。我們覺得成了這麼一個組織，關鍵是超越黨派，為家鄉人民呼籲，建立一個平台，跟國際社會進行接觸和聯絡。...我們現在能夠統合的共同點聯合起來做...大家團結、聚集力量。

## 活動
參加2016年11月成立大會或出席後續「東亞民主化暨南蒙古問題學術研討會」的包括多位日本國會議員、臺灣民間團體代表、前西藏流亡議會議員凱度頓珠、爭取東突厥斯坦獨立運動的「世界維吾爾大會」代表、香港民族黨召集人陳浩天等。
特木其勒圖說明現在是在各方面進行聯絡、呼籲和準備，爭取創造將來為在內蒙實現大家都能投票、民族自決的這種前提條件而奮鬥，像蘇格蘭投票一樣，或者像臺灣投票選舉總統一樣，（實現）老百姓選舉。《聯合國憲章》說人民自決，人民自決是把權力還給人民。
特木其勒圖說大呼拉爾成立後會加強網絡等現代通訊聯繫渠道，時刻了解南蒙古人民的呼聲和他們的脈動，爭取為他們傳聲、發聲，把聲音在國際上發出來。
特木其勒圖也表示：中国「文化大革命」时期对南蒙古人的迫害属于种族大屠杀。据南蒙古民间学者调查报告，内人党惨案打残打死总数约40余万。作为蒙古人有责任让国际社会和历史记住。我们将申请“内人党惨案”納入联合国科教文组织的“世界记忆名录”。